# A4 (Kasachstan)
Die A4 ist eine Fernverkehrsstraße in Kasachstan, sie befindet sich im Südosten des Landes. Die Straße stellt die Verbindung zwischen Almaty und Agasch, das an der Grenze zu Kirgisistan liegt, dar. Die Strecke soll nach Fertigstellung 132 km lang sein.

## Straßenbeschreibung
Die A4 ist zu einem großen Teil erst im Planungszustand, der nördliche Abschnitt ab Almaty ist fertiggestellt. Die Route beginnt in Almaty und verläuft westwärts durch eine landwirtschaftlich genutzte Ebene in der Region Almaty am Fuße des Tian Shan-Gebirge. Sie ist eine Parallelstrecke zur A2. Derzeit endet die Strecke in Usynaghasch. Die Strecke soll weiter südwärts durch das Gebirge zur kirgisischen Grenze hin und von dort nach Aktüs und Bischkek führen.

## Geschichte
Die A4 wurde im Jahr 2011 im Rahmen der Neugliederung der kasachischen Straßen umnummeriert. Der Straße wurde davor aus sowjetischen Zeiten als R-Straße geführt.

## Großstädte entlang der Strecke
- Almaty